# Alma Auswald-Heller
Alma Auswald-Heller (* 15. März 1876 in Obergoß, Iglau, Mähren; † 8. Juli 1947 in Innsbruck) war eine österreichische Schriftstellerin, die vor allem in den 1930er und 1940er Jahren Kinder- und Jugendbücher schrieb. Davor war sie auch als Malerin bekannt und stellte ihre Bilder im In- und Ausland aus.

## Leben
Alma Auswald-Heller wurde am 15. März 1876 in der mährischen Ortschaft Obergoß bei Iglau (heute Horní Kosov, ein Stadtteil von Jihlava) geboren und wuchs in einer begüterten Familie an der Seite von zwei Schwestern auf. Nach der allgemeinen Schulbildung besuchte sie von 1906 bis 1910 die Wiener Kunstgewerbeschule und war hier Schülerin von Kolo Moser. Ab dem Jahre 1914 lebte sie in Innsbruck. Anfangs erlangte sie als Malerin Bekanntheit und stellte ihre Werke bei Ausstellungen in Wien, Innsbruck oder Hamburg aus und schuf unter anderem Illustrationen für die Velhagen-&-Klasing-Monatshefte. Sie malte Genrebilder, Porträts und Landschaften, in denen sich Einflüsse der Wiener Secession widerspiegeln.
Im Ersten Weltkrieg verlor Auswald-Heller, die zu diesem Zeitpunkt Mutter einer Tochter war, ihren Ehemann und hatte aufgrund der Geldentwertung mit großen finanziellen Problemen zu kämpfen. Dennoch schrieb Auswald-Heller, die sich bereits als kleines Mädchen lange Geschichten ausdachte, was in ihrer Familie jedoch auf wenig Verständnis stieß, für junges Publikum. Des Weiteren engagierte sie sich sozial als Präsidentin des Verbandes Christlicher Krieger-Witwen und Waisen Tirols. Außerdem führte sie in ihrem Kunstgewerblichen Atelier in der Müllerstraße eine Mal- und Zeichenschule, in der sie Unterricht in verschiedenen Kunsttechniken gab.
Bereits in den 1920er Jahren verfasste sie zumeist kleinere Beiträge und gewann unter anderem im Jahre 1925 mit dem Feuilleton Die Kartoffel den dritten Preis (50 Schilling) bei der von der Wiener Landwirtschaftlichen Zeitung veranstalteten Feuilleton-Preiskonkurrenz. Im gleichen Jahr belegte sie bei einem anlässlich der Düsseldorfer Ausstellung veranstalteten literarischen Preisausschreiben mit einer Humoreske abermals den dritten Platz und erhielt hierfür 500 Mark. Von Marie von Ebner-Eschenbach gefördert und ermutigt begann sie mit dem Schreiben von Kinder- und Jugendromanen. Eines ihrer ersten bekannteren Werke wurde Drei Jungen spielen Robinson. Eine lustige Geschichte aus dem Kinderleben, das erstmals im Jahre 1929 über den Verlag Levy & Müller veröffentlicht wurde. Zu dieser Zeit schrieb sie in unregelmäßigen Abständen Artikel im Allgemeinen Tiroler Anzeiger oder den Innbrucker Nachrichten. 1930 folgten die Bücher Das goldene Knabenbuch und Wills Reise unter Wasser. Eines ihrer bekanntesten Werke war Vater Knoop und seine 40 Jungen. Abenteuer und Streiche im Ferienheim, das ab 1938 auch als Vierzig Jungen auf Schloß Reinek. Lustige Abenteuer und Streiche im Ferienheim bekannt war und bis in die 1950er Jahre in mehreren Auflagen erschienen ist. 1933 publizierte sie Wenn man will, sagt Günter, gefolgt von Wir deutschen Jungen. Erzählungen aus Ostpreußens schwerer Zeit aus dem Jahre 1934. Letztgenanntes Buch widmete sie dem damaligen Generalfeldmarschall-Leutnant Paul von Hindenburg; das Buch wurde von der Deutschen Verwaltung für Volksbildung in der Sowjetischen Besatzungszone verboten. Weitere Publikationen, die zum Teil nach ihrem Tod postum veröffentlicht wurden, waren unter anderem Wir drei und ein Vagabund (1947), Vier denkwürdige Tage (1949) oder Der Troßbub. Des Karlsteiners abenteuerliche Irrfahrten (1951).
Zeitlebens wurde Auswald-Heller mehrfach ausgezeichnet und war unter anderem Preisträgerin eines Rompreises der Akademie der bildenden Künste Wien.
Am 8. Juli 1947 starb sie im Alter von 71 Jahren in ihrer Wahlheimat Innsbruck.

## Publikationen (Auswahl)
- 1925: Die Kartoffel (Feuilleton)
- 1929: Drei Jungen spielen Robinson. Eine lustige Geschichte aus dem Kinderleben
- 1930: Das goldene Knabenbuch
- 1930: Wills Reise unter Wasser (mit Illustrationen von Helmut Starbina)[7]
- 1931: Vater Knoop und seine 40 Jungen. Abenteuer und Streiche im Ferienheim; Titel in den Auflagen ab 1938: Vierzig Jungen auf Schloß Reinek. Lustige Abenteuer und Streiche im Ferienheim
- 1933: Wenn man will, sagt Günter
- 1934: Wir deutschen Jungen. Erzählungen aus Ostpreußens schwerer Zeit
- 1947: Wir drei und ein Vagabund
- 1949: Vier denkwürdige Tage
- 1951: Der Troßbub. Des Karlsteiners abenteuerliche Irrfahrten